# Understand Your Man
Singles de Johnny Cash
The Matador
(1963)
Understand Your Man est une chanson écrite et originellement enregistrée par le chanteur américain Johnny Cash.
Sortie en single chez Columbia Records en janvier ou février 1964 (Columbia 4-42964, avec Dark as a Dungeon sur l'autre face),,,, cette chanson a passé six semaines à la 1re place du classement country « Hot Country Singles » du magazine musical Billboard,, et a atteint la 35e place du classement pop de Billboard (Billboard Hot 100).
La chanson sera aussi incluse dans le dix-neuvième album studio de Johnny Cash, I Walk the Line, qui sortira chez Columbia Records plus tard dans la même année.

## Classements
| Classement (1964)          | Meilleure position |
| -------------------------- | ------------------ |
| États-Unis (Country Songs) | 1                  |
| États-Unis (Hot 100)       | 35                 |